# Élections municipales de 2014 à Poitiers
Pour un article plus général, voir Élections municipales françaises de 2014.
Le premier tour des élections municipales françaises de 2014 à Poitiers  a eu lieu le 23 mars 2014. Le second tour, lui, se tient le 30 mars 2014. Il s'agit du renouvellement du conseil municipal.
Le maire sortant Alain Claeys, élu sous l'étiquette du PS en 2008, prenant la suite de Jacques Santrot, est candidat à sa succession pour briguer un deuxième mandat.
A l'issue du second tour des municipales Alain Claeys est réélu maire de Poitiers avec 41,08 % des voix dans une quadrangulaire l'opposant à Jacqueline Daigre, 34,18 % des voix, à Christiane Fraysse, 15,05 % des voix, et enfin à Alain Verdin, 9,67 % des voix.

## Mode de scrutin
Le mode de scrutin à Poitiers est celui des villes de plus de 1 000 habitants : la liste arrivée en tête obtient la moitié des 61 sièges du conseil municipal. Le reste est réparti à la proportionnelle entre toutes les listes ayant obtenu au moins 5 % des suffrages exprimés. Un deuxième tour est organisé si aucune liste n'atteint la majorité absolue et au moins 25 % des inscrits au premier tour. Seules les listes ayant obtenu aux moins 10 % des suffrages exprimés peuvent s'y présenter. Les listes ayant obtenu au moins 5 % des suffrages exprimés peuvent fusionner avec une liste présente au second tour.

## Résultats
|                          |                    |                      |              |              |             |             |        |        |  |
| Tête de liste            | Tête de liste      | Liste                | Premier tour | Premier tour | Second tour | Second tour | Sièges | Sièges |  |
| Tête de liste            | Tête de liste      | Liste                | Voix         | %            | Voix        | %           | CM     | CC     |  |
|                          | Alain Claeys *     | PS-PCF               | 8 521        | 35,66        | 10 278      | 41,09       | 38     | 23     |  |
|                          | Jacqueline Daigre  | UMP-UDI              | 5 763        | 24,11        | 8 552       | 34,19       | 9      | 5      |  |
|                          | Christiane Fraysse | EELV-PG-Ensemble-NPA | 3 653        | 15,28        | 3 766       | 15,05       | 4      | 2      |  |
|                          | Alain Verdin       | FN                   | 2 861        | 11,97        | 2 420       | 9,67        | 2      | 1      |  |
|                          | Éric Duboc         | UDI-UMP diss.-MoDem  | 2 418        | 10,11        |             |             |        |        |  |
|                          | Ludovic Gaillard   | LO                   | 678          | 2,83         |             |             |        |        |  |
|                          |                    |                      |              |              |             |             |        |        |  |
| Inscrits                 | Inscrits           | Inscrits             | 47 444       | 100,00       | 47 243      | 100,00      |        |        |  |
| Abstentions              | Abstentions        | Abstentions          | 22 681       | 47,81        | 21 506      | 45,52       |        |        |  |
| Votants                  | Votants            | Votants              | 24 763       | 52,19        | 25 737      | 54,48       |        |        |  |
| Blancs et nuls           | Blancs et nuls     | Blancs et nuls       | 869          | 3,51         | 721         | 2,80        |        |        |  |
| Exprimés                 | Exprimés           | Exprimés             | 23 894       | 96,49        | 25 016      | 97,20       |        |        |  |
| * Liste du maire sortant |                    |                      |              |              |             |             |        |        |  |